# Liste der denkmalgeschützten Objekte in Kitzeck im Sausal
Die Liste der denkmalgeschützten Objekte in Kitzeck im Sausal enthält die 9 denkmalgeschützten, unbeweglichen Objekte der Gemeinde Kitzeck im Sausal im steirischen Bezirk Leibnitz.

## Denkmäler
| Foto |                 | Denkmal                                                                            | Standort                                    | Beschreibung | Metadaten |
| ---- | --------------- | ---------------------------------------------------------------------------------- | ------------------------------------------- | --- | --- |
| ja   | Datei hochladen | Wohnhaus HERIS-ID: 64362 Objekt-ID: 77074                                          | Einöd 43 Standort KG: Einöd                 | | BDA-Hist.: Q38106749 Status: § 2a Stand der BDA-Liste: 2025-06-30 Name: Wohnhaus GstNr.: .46                                                                    |
| ja   | Datei hochladen | Ortskapelle HERIS-ID: 69060 Objekt-ID: 82106                                       | bei Fresing 44 Standort KG: Fresing         | | BDA-Hist.: Q38121375 Status: § 2a Stand der BDA-Liste: 2025-06-30 Name: Ortskapelle GstNr.: 118                                                                 |
| ja   | Datei hochladen | Viererschlössl HERIS-ID: 69065 Objekt-ID: 82111seit 2015                           | Gauitsch 49 Standort KG: Gauitsch           | | BDA-Hist.: Q38121385 Status: Bescheid Stand der BDA-Liste: 2025-06-30 Name: Viererschlössl GstNr.: .39                                                          |
| ja   | Datei hochladen | Bildstock HERIS-ID: 69082 Objekt-ID: 82128                                         | bei Neurath 50a Standort KG: Neurath        | | BDA-Hist.: Q38121434 Status: § 2a Stand der BDA-Liste: 2025-06-30 Name: Bildstock GstNr.: 121/9                                                                 |
| ja   | Datei hochladen | Ortskapelle HERIS-ID: 69057 Objekt-ID: 82103                                       | bei Neurath 58 Standort KG: Neurath         | | BDA-Hist.: Q38121365 Status: § 2a Stand der BDA-Liste: 2025-06-30 Name: Ortskapelle GstNr.: .66                                                                 |
| ja   | Datei hochladen | Pfarrhof HERIS-ID: 69098 Objekt-ID: 82144                                          | Steinriegel 12 Standort KG: Steinriegel     | | BDA-Hist.: Q38121466 Status: § 2a Stand der BDA-Liste: 2025-06-30 Name: Pfarrhof GstNr.: 265/4                                                                  |
| ja   | Datei hochladen | Weinbaumuseum (Hauerhaus) HERIS-ID: 69091 Objekt-ID: 82137                         | Steinriegel 15 Standort KG: Steinriegel     | Das alte Winzerhaus ist mit 1726 bezeichnet, es wurde 1910 erweitert. Das Weinmuseum wurde 1979 eröffnet. | BDA-Hist.: Q38121452 Status: § 2a Stand der BDA-Liste: 2025-06-30 Name: Weinbaumuseum (Hauerhaus) GstNr.: 243/5 Museum Hauerhaus, Kitzeck am Sausal             |
| ja   | Datei hochladen | Marienkapelle HERIS-ID: 37247 Objekt-ID: 36337                                     | bei Steinriegel 54 Standort KG: Steinriegel | Die überlebensgroße Figurengruppe Maria mit Kind, Gottvater und Engel stammt aus der 1. Hälfte des 18. Jahrhunderts. | BDA-Hist.: Q37974619 Status: Bescheid Stand der BDA-Liste: 2025-06-30 Name: Marienkapelle GstNr.: .5/2                                                          |
| ja   | Datei hochladen | Kath. Pfarrkirche Schmerzhafte Maria und Friedhof HERIS-ID: 51894 Objekt-ID: 57712 | Standort KG: Steinriegel                    | Die nach Süden orientierte Pfarrkirche wurde von 1640 bis 1644 erbaut und erhielt im Jahr 1908 noch ein Querschiff. Der Turm über der Nordfassade wurde nach einem Brand 1835 neu erbaut. Der Rokoko-Hochaltar stammt vom Ende des 18. Jahrhunderts. | BDA-Hist.: Q1293037 Status: § 2a Stand der BDA-Liste: 2025-06-30 Name: Kath. Pfarrkirche Schmerzhafte Maria und Friedhof GstNr.: .33, 272 Kitzecker Pfarrkirche |